# Salsola pillansii
Salsola pillansii är en amarantväxtart som beskrevs av Viktor Petrovitj Botjantsev. Salsola pillansii ingår i släktet sodaörter, och familjen amarantväxter. Inga underarter finns listade i Catalogue of Life.